# The Ballad of John Henry
The Ballad of John Henry – siódmy album studyjny amerykańskiego gitarzysty bules-rockowego Joego Bonamassy. Wydawnictwo ukazało się 24 lutego 2009 roku nakładem wytwórni muzycznej J&R Adventures. Płyta dotarła do 103. miejsca zestawienia Billboard 200 w Stanach Zjednoczonych.

## Lista utworów
Opracowano na podstawie materiału źródłowego.
| Nr  | Tytuł utworu                        | Autorzy                              | Długość |
| --- | ----------------------------------- | ------------------------------------ | ------- |
| 1.  | „The Ballad of John Henry”          | Joe Bonamassa, Mississippi John Hurt | 6:26    |
| 2.  | „Stop!”                             | Gregg Sutton, Bruce Brody            | 6:48    |
| 3.  | „Last Kiss”                         | Bonamassa                            | 7:15    |
| 4.  | „Jockey Full of Bourbon”            | Tom Waits                            | 5:22    |
| 5.  | „Story of a Quarryman”              | Bonamassa                            | 4:59    |
| 6.  | „Lonesome Road Blues”               | Bonamassa                            | 3:08    |
| 7.  | „Happier Times”                     | Bonamassa                            | 6:40    |
| 8.  | „Feelin' Good”                      | Leslie Bricusse, Anthony Newley      | 4:44    |
| 9.  | „Funkier Than a Mosquito's Tweeter” | Aillene Bullock                      | 5:00    |
| 10. | „The Great Flood”                   | Bonamassa                            | 7:39    |
| 11. | „From the Valley”                   | Bonamassa                            | 2:24    |
| 12. | „As the Crow Flies”                 | Tony Joe White, Tennessee Swamp Fox  | 3:58    |
|     |                                     |                                      | 1:04:23 |